# Apologistskola
En apologistskola var från 1500-talet i Sverige vad som närmast kan kallas en slags grundskola, med undervisning främst i räkning och skrivning.
Ordet apologist kommer från latinets apologista, med betydelsen räknemästare, det vill säga en lärare i räknekonsten.
I 1649 års skolordning delades skolorna i två linjer: lärdomsskolor för de som skulle fortsätta vid gymnasier och universitet, och apologistskolor för de som främst ville ha grundläggande skriv- och räkningskunskaper. År 1821 omvandlades församlingarnas kyrkskolor till högre och lägre apologistskolor. I dessa skulle en bredare och mer allmän utbildning förekomma jämfört med tidigare undervisning. Endast pojkar fick bli elever och skolformen var tänkt för blivande näringsidkare och lägre tjänstemän. I de lägre var skolämnena: kristendom, svensk grammatik, rättskrivning, välskrivning, matematik, historia och geografi. I den högre formen även franska och tyska. Apologistskolorna avskaffades 1849 eftersom man ansåg att den medborgerliga undervisningen skulle ligga till grund för den lärda, och på 1850-talet sammanslogs därför apologistskolan med lärdomsskolan (trivialskolan) och blev "elementarläroverk"; från 1878 "allmänt läroverk". Apologistskolan kan sägas vara en föregångare till läroverkens reallinje och i nutiden motsvaras den av naturvetenskaplig inriktning i gymnasiet.